# 卡米耶·米法
卡蜜爾·莫法特（法語：Camille Muffat，法語發音：[ka.mij myfa]，1989年10月28日—2015年3月9日），法國女子游泳運動員。在2012年夏季奥林匹克运动会奪得兩面獎牌（包括一金、一銀），她亦為200米自由泳法國及歐洲紀錄保持者。
她於2015年3月9日在阿根廷卡斯特利鎮直升機空難中喪生，當時她正在參與拍攝法國電視台TF1的「真人騷」節目。兩架直升機上的其餘7名法國人和2名阿根廷機師也罹難，包括另外兩名法國運動員。一共有7名法國運動員和1名法國－瑞士運動員參與節目。